# Sable (couleur)
Pour les articles homonymes, voir Sable (homonymie).
Sable ou jaune sable sont des noms de couleur en usage principalement dans la mode et la décoration,  pour désigner diverses nuances de jaune ou de brun d'après la couleur du sable.
En héraldique, sable désigne l'émail noir.
Le nuancier RAL indique RAL 1002 jaune sable.
Dans les nuanciers commerciaux actuels, on trouve, en couleurs pour les arts graphiques,  141 jaune sable ; en peinture pour la décoration, sable; en fil à broder 677 sable, 3771 sable rose, 3855 vent de sable orangé
Les applications internet HTML associent le mot-clé « sandybrown » (brun sable) au code de couleur
#f4a460.

## Histoire
L'expression « couleur sable » est attestée comme couleur de la mode en 1840 : « aujourd'hui quand un homme a quitté son négligé du matin, c'est-à-dire son paletot de velours ou sa redingotte marron brûlé, son gilet de cachemire et son pantalon de tricot anglais couleur sable, il peut se permettre toutes les fantaisies qui lui viennent à l'esprit ».
L'expression « des cheveux jaune sable » est attestée en 1879 dans une traduction de l'anglais. Le jaune sable est, dans les années suivantes, fréquemment utilisé pour toute sorte de description. En 1891, le jaune sable, deux tons, est une couleur de fil à broder.